# Kendell Geers
Kendell Geers (né en 1968 à Johannesburg,) est un artiste contemporain originaire d'Afrique du Sud.

## Œuvres
- "Hanging Piece" 1993, Zeitz Museum of Contemporary African Art, Cape Town, South Africa [3]
- "Akropolis Redux (The Directors Cut)" 2004 Emst Collection Athens, Greece[4]
- "Monument to the Unknown Anarchist" BPS22 Collection, Charleroi, Belgium[5]
- "T.W. (I.N.R.I.)" 1994, Centre Pompidou Collection, Paris, France[6]
- "Tears for Eros," Chicago Art Institute Collection, Chicago, USA[7]

## Expos
- “Dysfunctional,” Ca’D’Oro, Curated by Michèle Lamy, Venice Biennial, Italy [8] (2019)
- “Eldorado, Golden Room,” Musée des Beaux Arts de Lille, Curated by Jérôme Sans and Jean-Max Colard, Lille, France (2019)
- “Documenta 14,” Curated by Adam Szymczyk, Fridericianum, Kassel, Germany [4] (2017)
- “The 11th edition of the Shanghai Biennale,” Curated by Raqs Media Collective, Shanghai, China (2016)[9]
- “A History: Contemporary Art from the Centre Pompidou,” Curated by Christine Macel, Haus der Kunst, Munich, Germany[10] (2016)
- “Kendell Geers, 1988-2012,” Curated by Okwui Enwezor and Clive Kellner, Haus der Kunst, Munich, Germany (Solo) [11] (2013)
- “The Marriage of Heaven and Hell,” Château de Blandy-les-Tours, France (Solo) [12] (2013)
- “NEWTOPIA: The State of Human Rights,” Curated by Katerina Gregos, Mechelen, Belgium [13] (2013)
- “MANIFESTA 9”, Curated by Cuauhtémoc Medina, Dawn Adès, Katerina Gregos, Genk, Limburg, Belgium [14] (2012)
- “Contemplating the Void[15],” Solomon R. Guggenheim Museum, New York[16] (2010)
- “Lust and Vice: The Seven Deadly Sins from Dürer to Nauman,” Kunstmuseum Bern, Bern , Switzerland [17] (2010)
- “The 29th Bienal de São Paulo”, Brazil [18] (2010)
- “Irrespektiv,” S.M.A.K., Gent, Belgium (Solo) [19],[20](2007)
- “Stock Zero, Or The Icy Water Of Egoistical Calculation,” Curated by Nicolas Bourriaud, 2 Moscow Biennale of Contemporary Art, Moscow [21] (2007)
- “African Pavilion,“ Curated by Sindika Dokolo, Simon Njami and Fernando Alvim, 52nd Venice Biennale, Venice, Italy [22] (2007)
- “Global Cities,” Turbine Hall, Tate Modern, London [23] (2007)
- “Auto Da Fé,”  BPS22, Charleroi, Belgium (Solo)[24] (2007)
- “Dionysiac,” Centre Pompidou, Curated by Christine Macel Paris, France [25] (2005)
- “Expérience de la durée, ” Curated by Nicolas Bourriaud and Jérôme Sans, Biennale de Lyon 2005, Lyon[26] (2005)
- “Sexus,“ Cimaise et Portique Centre Départemental d’Art Contemporain, Albi, France (Solo) [27] (2004)
- “TerroRealismus,” Migros Museum of Contemporary Art, Zurich, Switzerland (Solo) (2003)
- “Guided by Heroes,” curated by Raf Simons, Z33, Hasselt (2003)
- “Poetic Justice,” 8th International Istanbul Biennal, Hagia Sophia Museum, Turkey[28]  (2003)
- “HardCore - Vers un Nouvel Activisme," Curated by Jérôme Sans, Palais de Tokyo, Paris[29] (2003)
- “Sympathy for the Devil,“ Palais de Tokyo, Paris, France (Solo) [30] (2002)
- “Documenta 11,” Kassel, Curated by Okwui Enwezor Germany [31] (2002)
- “The Short Century,” Curated by Okwui Enwezor, MoMA PS1, New York, USA [32],[33] (2002)
- “Berlin Biennale,” Curated by Saskia Bos, Jannowitzbrücke, Berlin, Germany [34] (2001)
- “Ex Africa Semper Aliquid Novi,” Marian Goodman Gallery, Paris, France (Solo)  (2000)
- “The Sky is the Limit,” Curated by Jérôme Sans and Manray Hsu, Taipei Biennial, Taipei, Taiwan[35] (2000)
- “Carnegie International,” Curated by Madeleine Grynsztejn, Carnegie Museum of Art , Pittsburgh, Pennsylvania, USA  [36] (1999)
- “Global Conceptualism: points of Origin 1950s-1980s,” Curated by Okwui Enwezor , Queens Museum of Art, New York [37] (1999)

## Filmographie
- Sexus, film de Gilles Coudert (7 min / 2004 / a.p.r.e.s production) Ce documentaire présente l’exposition de Kendell Geers au centre d’art Cimaise et Portique à Albi. Il y développe un travail liant expérience de vie, aspects sociaux, moraux, politiques et art. Son œuvre explore les dimensions les plus intimes du psychisme humain, les notions de désir et de pulsion, affirmant une réversibilité entre horreur et extase, entre violence et érotisme.